# Hartlepool United Football Club
El Hartlepool United F.C. es un club de fútbol de Inglaterra de la ciudad de Hartlepool. Fue fundado en 1908 y juega en la Conference National. Su estadio habitual es el Victoria Park.

## Palmarés
| Competición nacional       | Títulos                                     | Subcampeonatos   |
| -------------------------- | ------------------------------------------- | ---------------- |
| Cuarta División (0/2)      |                                             | 2002–03, 2006–07 |
| FA Amateur Cup (1/0)       | 1904–05                                     |                  |
| Durham Challenge Cup (5/0) | 1908–09, 1909–10, 1956–57, 1957–58, 2004–05 |                  |